# Каутеруччо, Мартин
Марти́н Каутеру́ччо Родри́гес (исп. Martín Cauteruccio Rodríguez; родился 14 апреля 1987 года, Монтевидео, Уругвай) — уругвайский футболист, нападающий перуанского клуба «Спортинг Кристал».

## Биография
Каутеруччо — воспитанник академии клуба «Насьональ». Он был лучшим бомбардиром молодёжных команд «Насьоналя». 24 января 2007 года в матче против «Пеньяроля» в возрасте 16 лет Мартин дебютировал в уругвайской Примере. Сыграв в семи поединках он для получения игровой практики был отдан в аренду в «Сентраль Эспаньол». После возвращения Каутеруччо так и не смог закрепиться в основе и вновь был отдан в аренду, на этот раз в «Расинг» из Монтевидео. 12 сентября 2009 года в матче против «Пеньяроля» он дебютировал за новую команду. 27 сентября в поединке против «Серрито» Каутеруччо забил свой первый гол за клуб. В 2010 году Мартин дебютировал в Кубке Либертадорес и забил два гола в матчах против бразильского «Коринтианса» и парагвайского «Серро Портеньо». В 24 матчах за «Расинг» Мартин забил 12 голов. Он вернулся в «Насьональ», но опять не смог выиграть конкуренцию.
В начале 2011 года Каутеруччо на правах аренды перешёл в аргентинский «Кильмес». 13 февраля в матче против «Колона» он дебютировал в аргентинской Примере. 14 марта в поединке против «Уракана» Мартин забил свой первый гол за команду. После окончания аренды руководство «Кильмеса» выкупило трансфер Каутеруччо.
Летом 2013 года Мартин перешёл в «Сан-Лоренсо». 4 августа в матче против «Олимпо» он дебютировал за новую команду. В этом же поединке он забил два гола. В 2014 году Каутеруччо стал чемпионом Аргентины, а также выиграл Кубок Либертадорес. В феврале 2016 года он помог «Сан-Лоренсо» выиграть Суперкубок Аргентины.
В начале 2017 года Каутеруччо перешёл в мексиканский «Крус Асуль». 22 января в матче против «Монтеррея» он дебютировал в мексиканской Примере. 30 апреля в поединке против «Пачуки» Мартин забил свой первый гол за «Крус Асуль».
В 2024 году, выступая за перуанский клуб «Спортинг Кристал», стал лучшим бомбардиром чемпионатов Апертура (16 голов), Клаусура (19 голов) и всего сезона 2024 года, забив 35 голов в 29 матчах, в том числе сделал за сезон пять хет-триков и один «покер». Его клуб стал вторым в Апертуре, третьим — в Клаусуре и вторым — в общем зачёте сезона.

## Достижения
- Чемпион Аргентины: Инисиаль 2013
- Обладатель Суперкубка Аргентины: 2015
- Обладатель Кубка Мексики: Апертура 2018
- Обладатель Кубка Либертадорес: 2014